# Gläubigentaufe

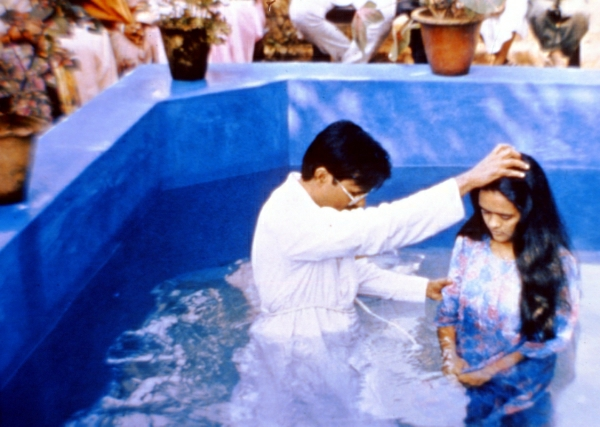
Gläubigentaufe während einer Mennoniten-Konferenz

Mit Gläubigentaufe (auch: Glaubenstaufe oder,  weniger präzise, Erwachsenen-, Heranwachsenden- und Mündigentaufe genannt) wird eine Taufe von Menschen bezeichnet, die ihre Taufe selbst begehren.

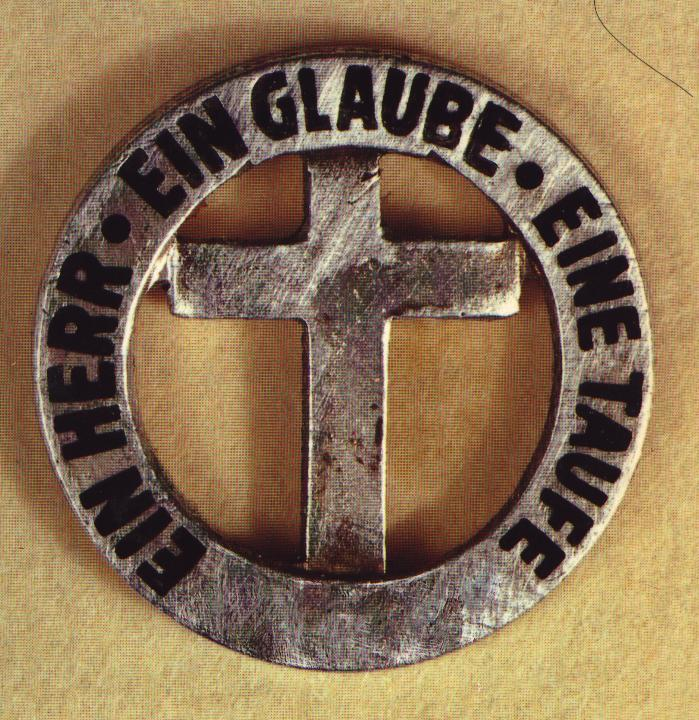
Anstecknadel deutscher Baptisten (um 1934)

Sie ist in vielen taufgesinnten Kirchen, Freikirchen und christlichen Gemeinschaften die Regel. Die deutschen Großkirchen und einige Freikirchen taufen im Gegensatz dazu auf Wunsch der Eltern, die zusammen mit den Paten versprechen, die Täuflinge im christlichen Glauben zu erziehen, auch Kinder, die ihren Glauben noch nicht selbst ausdrücken können (siehe Kindertaufe). Parallel dazu wird aber auch bei Letzteren die Erwachsenentaufe bei ungetauften religionsmündigen Taufbewerbern praktiziert.

## Zum Begriff
In Kirchen, die sowohl Erwachsene als auch Kinder taufen, wird eher der Begriff „Erwachsenentaufe“ im Unterschied zur „Kindertaufe“ anstelle des Begriffs „Gläubigentaufe“ verwendet. Kirchen und Gemeinschaften, die vorwiegend die Gläubigentaufe praktizieren, lehnen den Begriff „Erwachsenentaufe“ jedoch ab, da er suggeriere, dass ein Taufbewerber erst nach seinem Eintritt ins Erwachsenenalter getauft werden könne. Auch die Kirchen, in denen die Bezeichnung Erwachsenentaufe üblich ist, machen die Taufe eines Menschen jedoch nicht von seinem Alter, sondern immer vom Bekenntnis zu Jesus Christus  bzw. den dreieinigen Gott abhängig. In der Form der Erwachsenentaufe spenden sie die Taufe auch Kindern und Jugendlichen, die das „Unterscheidungsalter“ (d. h. sobald sie zwischen Gut und Böse unterscheiden können) erreicht haben und somit ihren persönlichen Glauben bekennen können.
In interkonfessionellen Gesprächen zum Beispiel der Baptisten und Mennoniten mit den Lutheranern wird in diesem Zusammenhang die Frage diskutiert, ob der persönliche Glaube des Täuflings für die Gültigkeit der Taufe konstitutiv ist.

## Überblick
Heranwachsenden- und Erwachsenentaufen werden in allen christlichen Kirchen praktiziert. In den Volkskirchen sind sie in Deutschland proportional wesentlich geringer als die Kindertaufen. In der römisch-katholischen Kirche geht der Taufe von Schulkindern, die kirchenrechtlich als Erwachsene gelten, von Heranwachsenden und Erwachsenen eine in der Regel einjährige Vorbereitungszeit, der Katechumenat, voran.
In vielen Freikirchen, wie zum Beispiel bei den Baptisten, den Brüdergemeinden, den Freien evangelischen Gemeinden, den Gemeinden Christi, den Mennoniten, den Pfingstlern, den Siebenten-Tags-Adventisten, ist die Gläubigentaufe nach Unterweisung im Glauben und Bibelstudium die Regel (siehe auch Taufgesinnte). Sie geschieht hier meist nach biblischem Vorbild als Ganzkörpertaufe.
Einige der genannten Freikirchen erkennen eine Säuglingstaufe nicht als gültige christliche Taufe an, da ihr das persönliche Glaubensbekenntnis des Täuflings als wesentliches Qualitätsmerkmal fehle. Zu diesen Freikirchen gehören unter anderem die Baptisten, einige Gemeinden der Mennoniten, Pfingstler und Adventisten. In der von diesen Gruppen praktizierten erneuten Taufe bereits als Kind Getaufter sehen Kritiker die so genannte Wiedertaufe.
Auch die Zeugen Jehovas, die Christadelphians und die Mormonen lehnen die Säuglingstaufe ab. Die von ihnen durchgeführten nicht-trinitarischen Taufen werden allerdings schon aus diesem Grunde in der Regel von den anderen Kirchen nicht als christliche Taufen anerkannt.

## Geschichte
Im Neuen Testament wird nur von Glaubenstaufen explizit berichtet, wobei nicht ausgeschlossen werden kann, dass bei den Haustaufen im Neuen Testament auch Kinder mit einbezogen waren. In der frühen Kirche etablierte sich die Kindertaufe als ein Normalfall. Erwachsenentaufen gab es vor allem beim Übertritt von einer anderen Religion zum Christentum, aber auch bei Abkömmlingen christlicher Eltern wie zum Beispiel bei Augustinus (Taufaufschub). Im Zuge christlicher Mission kam es begrenzt auch zu Zwangstaufen.

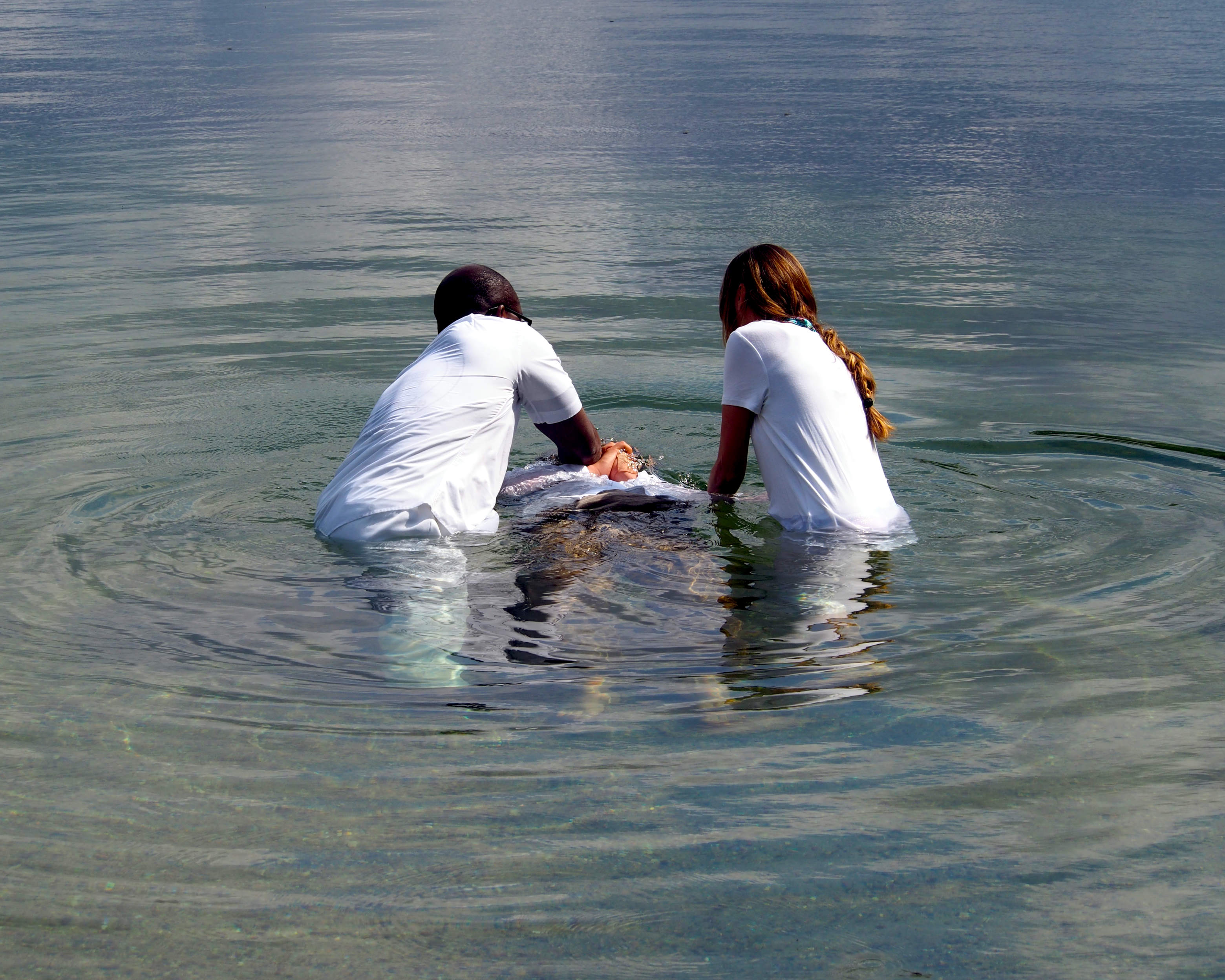
Taufe einer internationalen freien Pfingstgemeinde in Ludwigshafen am Rhein

Seit dem 16. Jahrhundert gibt es Bestrebungen, welche die Gläubigentaufe favorisieren. In der Reformationszeit war es die Täuferbewegung, aus der die Mennoniten, Amischen und Hutterer hervorgingen. Auch die frühen Unitarier in Polen-Litauen und zum Teil in Siebenbürgen (→Nonadorantisten) waren täuferisch geprägt, die polnischen Unitarier praktizierten bereits früh die Unterauchtaufe. Im 17. Jahrhundert bildeten sich die aus dem englischen Puritanismus hervorgegangenen Baptisten und im 18. Jahrhundert folgten die aus dem Radikalen Pietismus hervorgegangenen Tunker. Später kamen weitere Kirchen und Freikirchen wie die Adventisten hinzu. Doch auch in evangelischen Kirchen, die die Kindertaufe praktizieren, gibt es seit der zweiten Hälfte des 20. Jahrhunderts vermehrt Taufen Heranwachsender oder Erwachsener. In den säkularisierten Gesellschaften Europas spielt die Erwachsenentaufe auch deshalb wieder eine größere Rolle, weil viele Menschen keiner christlichen Kirche mehr angehören und viele Kinder deswegen nicht getauft wurden.

## Kirchen mit ausschließlicher Gläubigentaufe
Kirchen, die heute ausschließlich die trinitarische Gläubigentaufe praktizieren, sind unter anderem:
- Baptisten wie zum Beispiel Bund Evangelisch-Freikirchlicher Gemeinden
- Brüderbewegung
- Freie evangelische Gemeinden
- Gemeinde Gottes (FBGG)
- Gemeinden Christi
- Hutterer
- Mennoniten wie zum Beispiel Arbeitsgemeinschaft Mennonitischer Gemeinden in Deutschland
- Pfingstler
- Siebenten-Tags-Adventisten

Antitrinitarier mit Gläubigentaufe sind:
- Zeugen Jehovas
- Christadelphians